# Castell de Gibralfaro

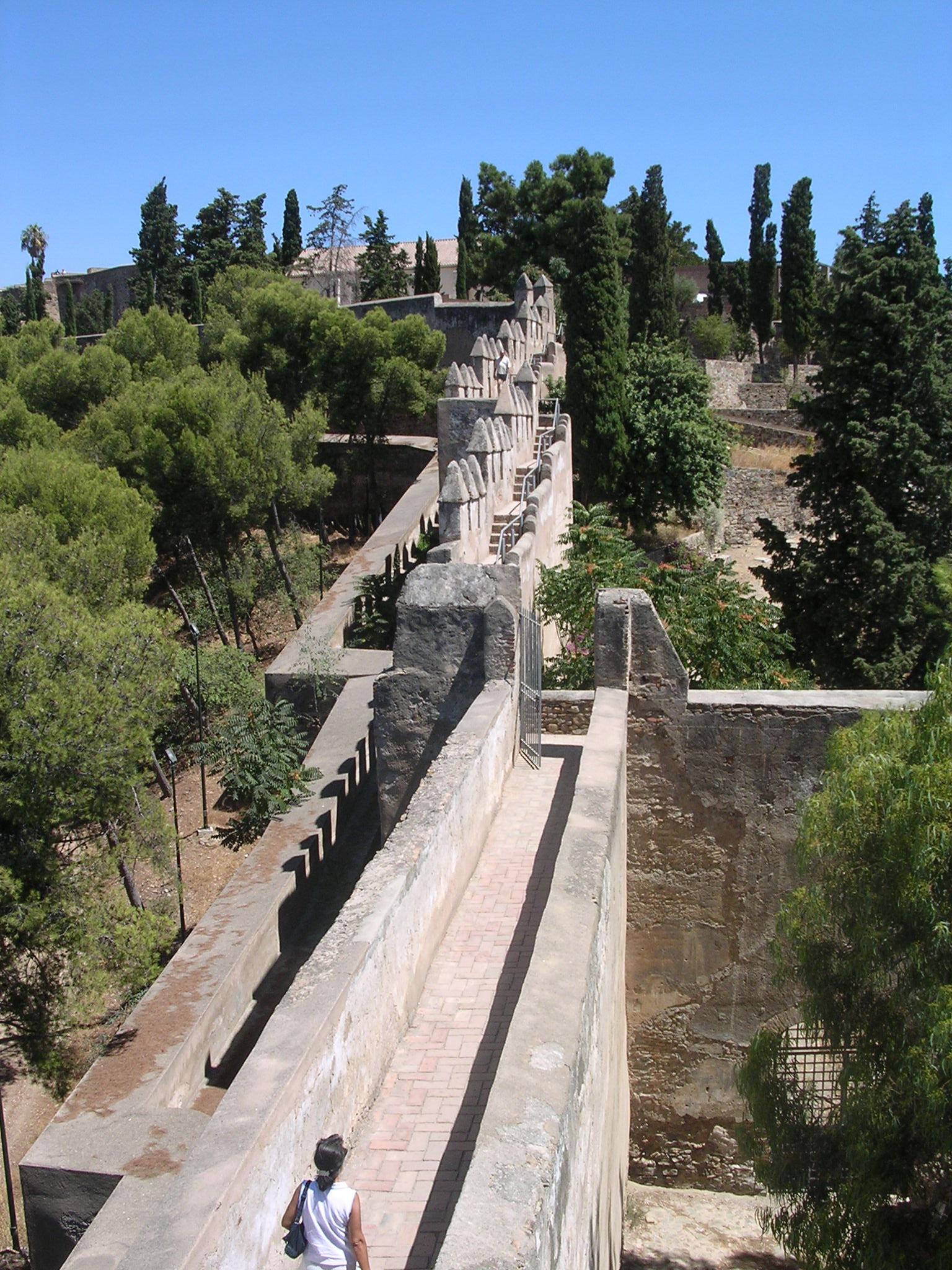
Castell de Gibralfaro.

El castell de Gibralfaro o alcàsser de Gibralfaro fou construït el segle xiv per Yússuf I del Regne de Granada a la ciutat de Màlaga, sobre un antic recinte fenici que també tenia un far que donava nom al mont Gibralfaro (Jbel-Faro, o mont del far). El castell va ser objecte d'un fort setge per part dels Reis Catòlics durant tot l'estiu de 1487. Després del setge, Ferran el Catòlic el va prendre com a residència, mentre que Isabel de Castella optà per viure a la ciutat.
Actualment, el castell és visitable, i des d'ell es poden observar unes magnífiques vistes de la ciutat de Màlaga, d'alguns monts de la serralada de l'Atles (a Àfrica), i de l'estret de Gibraltar.